# Communes de la wilaya d'Oran
Pour les autres communes, voir Liste des communes d'Algérie.
La wilaya d'Oran comporte 26 communes.

## Communes de la wilaya

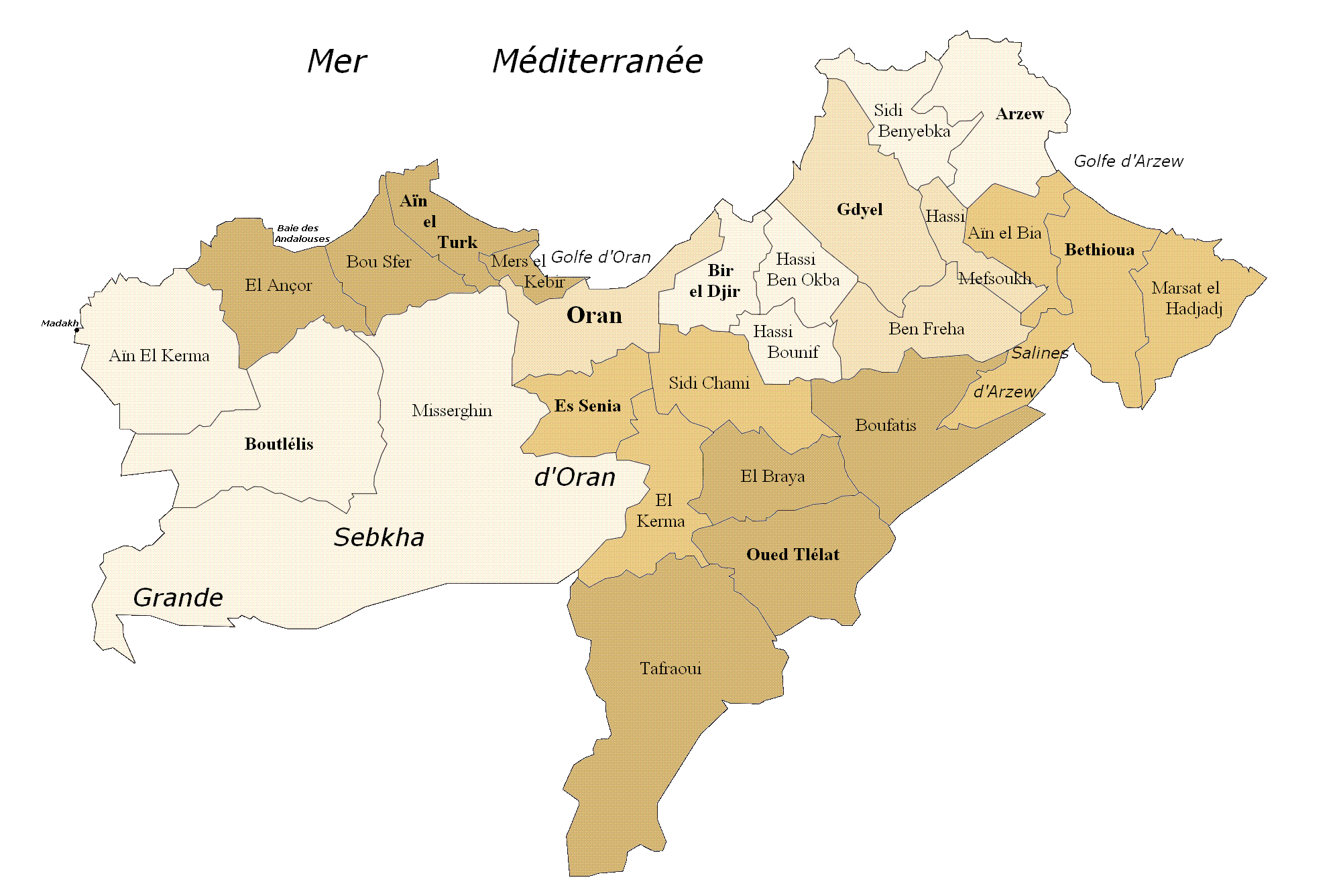
Communes et daïras de la wilaya d'Oran

Le tableau suivant donne la liste des communes de la wilaya d'Oran, en précisant pour chaque commune : son code ONS, son nom, sa population et sa superficie.
| Code ONS | Commune           | Population nb. habitants | Superficie km2 |
| -------- | ----------------- | ------------------------ | -------------- |
| 3101     | Oran              | +674 273,                | +0064,         |
| 3102     | Gdyel             | +039 129,                | +0093,82       |
| 3103     | Bir El Djir       | +171 883,                | +0032,46       |
| 3104     | Hassi Bounif      | +063 581,                | +0031,77       |
| 3105     | Es Senia          | +097 500,                | +0048,51       |
| 3106     | Arzew             | +085 658,                | +0071,9        |
| 3107     | Bethioua          | +018 215,                | +0108,57       |
| 3108     | Marsat El Hadjadj | +013 153,                | +0052,29       |
| 3109     | Aïn El Turk       | +035 687,                | +0039,14       |
| 3110     | El Ançor          | +011 469,                | +0066,44       |
| 3111     | Oued Tlelat       | +019 384,                | +0084,11       |
| 3112     | Tafraoui          | +012 089,                | +0182,         |
| 3113     | Sidi Chami        | +114 050,                | +0069,5        |
| 3114     | Boufatis          | +011 872,                | +0099,06       |
| 3115     | Mers El Kébir     | +017 957,                | +0010,98       |
| 3116     | Bousfer           | +018 361,                | +0046,2        |
| 3117     | El Kerma          | +025 636,                | +0063,55       |
| 3118     | El Braya          | +006 292,                | +0057,26       |
| 3119     | Hassi Ben Okba    | +013 905,                | +0037,47       |
| 3120     | Ben Freha         | +023 254,                | +0069,29       |
| 3121     | Hassi Mefsoukh    | +012 836,                | +0025,67       |
| 3122     | Sidi Benyebka     | +007 825,                | +0051,69       |
| 3123     | Misserghin        | +026 554,                | +0428,28       |
| 3124     | Boutlelis         | +023 920,                | +0135,97       |
| 3125     | Aïn El Kerma      | +007 513,                | +0107,92       |
| 3126     | Aïn El Bia        | +032 611,                | 36,15          |